# Шарембал
Шаремба́л (рос. Шарембал, марій. Шайрамбал) — присілок у складі Волзького району Марій Ел, Росія. Входить до складу Сотнурського сільського поселення.
Стара назва — Шерембал.

## Населення
Населення — 104 особи (2010; 127 у 2002).
Національний склад (станом на 2002 рік):
- марі — 100 %